# JUICE
Jupiter Icy Moons Explorer (JUICE) е автоматична междупланетна станция на Европейската космическа агенция с Airbus Defence and Space като основен изпълнител, проектирана за изследване на системата на Юпитер, основно – на спътниците Ганимед, Европа и Калисто, за които се смята, че имат значителни водни обеми под повърхността си, което ги прави потенциално обитаеми среди. Мисията не е фокусирана върху вулканично активния Йо.
В целта на мисията на JUICE влиза изследване на Ганимед като богат на вода свят, което има изключително значение за определяне потенциалната обитаемост на Слънчевата система извън Земята. Освен това, особено внимание ще бъде отделено на изследването на уникалните магнитни и плазмени взаимодействия на Ганимед и Юпитер.
Мисията е утвърдена на 2 май 2012 г. в качеството ѝ на основна от клас L1 в рамките на програмата Cosmic Vision за 2015 – 2025 г. Примерната стойност на програмата възлиза на 850 млн. евро (по цени от 2011 г.). Научен ръководител на проекта е Дмитрий Титов. Периодът на операциите на JUICE ще се припокрива с мисията Europa Clipper на НАСА, стартираща през 2024 г.
Проучвателната сонда е изстреляна на 13 април 2023 г. и ще достигне Юпитер през юли 2031 г. след четири гравитационни маневри и осем години пътуване. През декември 2034 г. космическият апарат ще влезе в орбита около Ганимед за своята близка научна мисия, превръщайки се в първия космически апарат, който обикаля около луна, различна от Луната на Земята. 